# Наталия Димитрова
Наталия Йорданова Димитрова е българска палеонтоложка.

## Биография
Родена е на 23 ноември 1926 г. в Кемерово, СССР. Живее в родното място на баща ѝ Дългопол. По-късно се преместват в Провадия, където завършва средното си образование. През 1950 г. завършва геология в Софийския университет.
Проявява интерес към долнокредната палеонтология. През 1975 г. защитава дисертация на тема: „Хетероморфни амонити от долната креда в България – таксономия, филогения и стратиграфска стойност“. Работи като специалист към макропалеонтоложката лаборатория в рамките на Комитета по геология, а по-късно е научен сътрудник в Българската академия на науките. Значителни са приносите ѝ в опознаването на българските долнокредни предимно амонитни фауни.
Автор е на над 25 публикации. От областта на палеонтологията най-значителни са двете монографии от поредицата „Фосилите на България“ – Долна креда, том IV (главоноги) и том IVб (миди и охлюви). Има приноси с разчитането на долнокредните скали – върху стратиграфията на долнокредните утайки в България, направени самостоятелно или в съавторство.
Участва в уреждането и обогатяването на Музея по палеонтология и исторична геология в Софийския университет. Участва и с част от своята колекция в експозицията „Палеонтология“ на Националния природонаучен музей.
Умира на 9 март 1981 г. в София.

## Избрана библиография
- Димитрова, Наталия. Долна креда, Главоноги (Nautiloidea и Ammonoidea) //  Фосилите на България. Т. IV.   Българска академия на науките, 1967. OCLC 637948476.
- Димитрова, Наталия. Долна креда, (Gastropoda и Bivalvia) //  Фосилите на България. Т. IVб.   Българска академия на науките, 1974. OCLC 30131979.

## Галерия
- Изложба на епохата долна креда в Националния природонаучен музей
- Изложба на развити амонити от долната креда от Североизточна България в Музея по палеонтология и исторична геология на Софийския университет „Свети Климент Охридски“
- Амонит Eleniceras toulai sp.n., долен хотрив, с. Буйново (Област Търговище), Търговищко в Музея по палеонтология и исторична геология на Софийския университет „Свети Климент Охридски“